# Olympische Sommerspiele 2020/Rudern – Einer (Frauen)
Der Frauen-Einer bei den Olympischen Spielen 2020 in Tokio im Rudern wurde vom 23. bis 30. Juli 2021 auf dem Sea Forest Waterway ausgetragen.

## Titelträger
| Olympiasiegerin | Kim Brennan    | Rio de Janeiro 2016 |
| Weltmeisterin   | Sanita Pušpure | Ottensheim 2019     |

## Vorläufe
Freitag, 23. Juli 2021

### Vorlauf 1
| Platz | Bahn | Nation             | Athletinnen          | Zeit (min) | Qualifikation  |
| ----- | ---- | ------------------ | -------------------- | ---------- | -------------- |
| 1     | 2    | Vereinigte Staaten | Kara Kohler          | 07:49,71   | Viertelfinale  |
| 2     | 1    | Belarus            | Tazzjana Klimowitsch | 07:51,86   | Viertelfinale  |
| 3     | 6    | Iran               | Nazanin Malaei       | 07:59,01   | Viertelfinale  |
| 4     | 4    | Paraguay           | Alejandra Alonso     | 08:11,88   | Hoffnungsläufe |
| 5     | 5    | Nigeria            | Esther Toko          | 08:58,49   | Hoffnungsläufe |
| 6     | 3    | Sudan              | Esraa Khogali        | 10:18,27   | Hoffnungsläufe |

### Vorlauf 2
| Platz | Bahn | Nation              | Athletinnen    | Zeit (min) | Qualifikation  |
| ----- | ---- | ------------------- | -------------- | ---------- | -------------- |
| 1     | 5    | Irland              | Sanita Pušpure | 7:46,08    | Viertelfinale  |
| 2     | 6    | Mexiko              | Kenia Lechuga  | 7:54,21    | Viertelfinale  |
| 3     | 2    | Griechenland        | Anneta Kyridou | 7:54,28    | Viertelfinale  |
| 4     | 3    | Trinidad und Tobago | Felice Chow    | 8:02,02    | Hoffnungsläufe |
| 5     | 1    | Uganda              | Kathleen Noble | 8:21,85    | Hoffnungsläufe |
| 6     | 4    | Singapur            | Poh Joan       | 8:31,12    | Hoffnungsläufe |

### Vorlauf 3
| Platz | Bahn | Nation      | Athletinnen     | Zeit (min) | Qualifikation  |
| ----- | ---- | ----------- | --------------- | ---------- | -------------- |
| 1     | 3    | ROC         | Hanna Prakatsen | 7:48,74    | Viertelfinale  |
| 2     | 5    | China       | Jiang Yan       | 7:53,14    | Viertelfinale  |
| 3     | 1    | Puerto Rico | Verónica Toro   | 8:11,57    | Viertelfinale  |
| 4     | 4    | Hongkong    | Winnie Hung     | 8:17,79    | Hoffnungsläufe |
| 5     | 2    | Marokko     | Sarah Fraincart | 8:32,78    | Hoffnungsläufe |

### Vorlauf 4
| Platz | Bahn | Nation         | Athletinnen               | Zeit (min) | Qualifikation  |
| ----- | ---- | -------------- | ------------------------- | ---------- | -------------- |
| 1     | 3    | Großbritannien | Victoria Thornley         | 7:44,30    | Viertelfinale  |
| 2     | 5    | Schweiz        | Jeannine Gmelin           | 7:47,20    | Viertelfinale  |
| 3     | 1    | Schweden       | Lovisa Claesson           | 7:58,41    | Viertelfinale  |
| 4     | 2    | Nicaragua      | Evidelia Gonzalez Jarquin | 8:25,18    | Hoffnungsläufe |
| 5     | 4    | Togo           | Claire Akossiwa Ayivon    | 8:48,07    | Hoffnungsläufe |

### Vorlauf 5
| Platz | Bahn | Nation     | Athletinnen      | Zeit (min) | Qualifikation  |
| ----- | ---- | ---------- | ---------------- | ---------- | -------------- |
| 1     | 2    | Österreich | Magdalena Lobnig | 7:37,91    | Viertelfinale  |
| 2     | 4    | Kanada     | Carling Zeeman   | 7:40,72    | Viertelfinale  |
| 3     | 5    | Namibia    | Maike Diekmann   | 7:56,37    | Viertelfinale  |
| 4     | 1    | Kuba       | Milena Venegas   | 8:03,00    | Hoffnungsläufe |
| 5     | 3    | Katar      | Tala Abujbara    | 8:06,29    | Hoffnungsläufe |

### Vorlauf 6
| Platz | Bahn | Nation            | Athletinnen   | Zeit (min) | Qualifikation  |
| ----- | ---- | ----------------- | ------------- | ---------- | -------------- |
| 1     | 5    | Neuseeland        | Emma Twigg    | 7:35,22    | Viertelfinale  |
| 2     | 1    | Niederlande       | Sophie Souwer | 7:39,96    | Viertelfinale  |
| 3     | 3    | Serbien           | Jovana Arsić  | 7:46,74    | Viertelfinale  |
| 4     | 4    | Chinesisch Taipeh | Huang Yi-ting | 8:04,59    | Hoffnungsläufe |
| 5     | 2    | Südkorea          | Jung Hye-jung | 8:12,15    | Hoffnungsläufe |

## Hoffnungsläufe
Samstag, 24. Juli 2021

### Hoffnungslauf 1
| Platz | Bahn | Nation            | Athletinnen      | Zeit (min) | Qualifikation  |
| ----- | ---- | ----------------- | ---------------- | ---------- | -------------- |
| 1     | 1    | Paraguay          | Alejandra Alonso | 8:08,91    | Viertelfinale  |
| 2     | 3    | Chinesisch Taipeh | Huang Yi-ting    | 8:11,56    | Viertelfinale  |
| 3     | 3    | Katar             | Tala Abujbara    | 8:16,88    | Halbfinale E/F |
| 4     | 1    | Singapur          | Poh Joan         | 8:40,06    | Halbfinale E/F |
| 5     | 5    | Marokko           | Sarah Fraincart  | 8:42,78    | Halbfinale E/F |

### Hoffnungslauf 2
| Platz | Bahn | Nation              | Athletinnen               | Zeit (min) | Qualifikation  |
| ----- | ---- | ------------------- | ------------------------- | ---------- | -------------- |
| 1     | 2    | Trinidad und Tobago | Felice Chow               | 8:15,94    | Viertelfinale  |
| 2     | 1    | Südkorea            | Jung Hye-jung             | 8:26,73    | Viertelfinale  |
| 3     | 3    | Nicaragua           | Evidelia Gonzalez Jarquin | 8:37,55    | Halbfinale E/F |
| 4     | 4    | Nigeria             | Esther Toko               | 9:07,54    | Halbfinale E/F |

### Hoffnungslauf 3
| Platz | Bahn | Nation   | Athletinnen            | Zeit (min) | Qualifikation  |
| ----- | ---- | -------- | ---------------------- | ---------- | -------------- |
| 1     | 3    | Kuba     | Milena Venegas         | 08:17,30   | Viertelfinale  |
| 2     | 2    | Hongkong | Winnie Hung            | 08:23,58   | Viertelfinale  |
| 3     | 4    | Uganda   | Kathleen Noble         | 08:36,01   | Halbfinale E/F |
| 4     | 1    | Togo     | Claire Akossiwa Ayivon | 09:04,23   | Halbfinale E/F |
| 5     | 5    | Sudan    | Esraa Khogali          | 10:25,94   | Halbfinale E/F |

## Viertelfinale
Sonntag, 25. Juli 2021

### Viertelfinale 1
| Platz | Bahn | Nation             | Athletinnen      | Zeit (min) | Qualifikation  |
| ----- | ---- | ------------------ | ---------------- | ---------- | -------------- |
| 1     | 4    | Irland             | Sanita Pušpure   | 7:58,30    | Halbfinale A/B |
| 2     | 3    | Vereinigte Staaten | Kara Kohler      | 7:59,39    | Halbfinale A/B |
| 3     | 5    | China              | Jiang Yan        | 8:00,01    | Halbfinale A/B |
| 4     | 2    | Serbien            | Jovana Arsić     | 8:09,37    | Halbfinale C/D |
| 5     | 6    | Paraguay           | Alejandra Alonso | 8:29,80    | Halbfinale C/D |
| 6     | 1    | Hongkong           | Winnie Hung      | 8:36,37    | Halbfinale C/D |

### Viertelfinale 2
| Platz | Bahn | Nation         | Athletinnen       | Zeit (min) | Qualifikation  |
| ----- | ---- | -------------- | ----------------- | ---------- | -------------- |
| 1     | 3    | ROC            | Hanna Prakatsen   | 7:49,64    | Halbfinale A/B |
| 2     | 5    | Kanada         | Carling Zeeman    | 7:57,58    | Halbfinale A/B |
| 3     | 4    | Großbritannien | Victoria Thornley | 7:59,93    | Halbfinale A/B |
| 4     | 2    | Schweden       | Lovisa Claesson   | 8:16,99    | Halbfinale C/D |
| 5     | 6    | Kuba           | Milena Venegas    | 8:25,26    | Halbfinale C/D |
| 6     | 1    | Südkorea       | Jung Hye-jung     | 8:38,70    | Halbfinale C/D |

### Viertelfinale 3
| Platz | Bahn | Nation              | Athletinnen          | Zeit (min) | Qualifikation  |
| ----- | ---- | ------------------- | -------------------- | ---------- | -------------- |
| 1     | 4    | Österreich          | Magdalena Lobnig     | 7:58,20    | Halbfinale A/B |
| 2     | 3    | Niederlande         | Sophie Souwer        | 7:59,92    | Halbfinale A/B |
| 3     | 2    | Griechenland        | Anneta Kyridou       | 8:02,19    | Halbfinale A/B |
| 4     | 5    | Belarus             | Tazzjana Klimowitsch | 8:09,04    | Halbfinale C/D |
| 5     | 1    | Trinidad und Tobago | Felice Chow          | 8:21,23    | Halbfinale C/D |
| 6     | 6    | Puerto Rico         | Verónica Toro        | 8:35,32    | Halbfinale C/D |

### Viertelfinale 4
| Platz | Bahn | Nation            | Athletinnen     | Zeit (min) | Qualifikation  |
| ----- | ---- | ----------------- | --------------- | ---------- | -------------- |
| 1     | 3    | Neuseeland        | Emma Twigg      | 7:54,96    | Halbfinale A/B |
| 2     | 4    | Schweiz           | Jeannine Gmelin | 8:02,10    | Halbfinale A/B |
| 3     | 1    | Iran              | Nazanin Malaei  | 8:07,32    | Halbfinale A/B |
| 4     | 2    | Mexiko            | Kenia Lechuga   | 8:09,29    | Halbfinale C/D |
| 5     | 5    | Namibia           | Maike Diekmann  | 8:21,69    | Halbfinale C/D |
| 6     | 6    | Chinesisch Taipeh | Huang Yi-ting   | 8:34,51    | Halbfinale C/D |

## Halbfinale
Donnerstag, 29. Juli 2021

### Halbfinale A/B 1
| Platz | Bahn | Nation       | Athletinnen     | Zeit (min) | Qualifikation |
| ----- | ---- | ------------ | --------------- | ---------- | ------------- |
| 1     | 4    | ROC          | Hanna Prakatsen | 7:23,61    | Finale A      |
| 2     | 5    | Schweiz      | Jeannine Gmelin | 7:25,80    | Finale A      |
| 3     | 1    | China        | Jiang Yan       | 7:27,30    | Finale A      |
| 4     | 2    | Niederlande  | Sophie Souwer   | 7:29,66    | Finale B      |
| 5     | 3    | Irland       | Sanita Pušpure  | 7:34,40    | Finale B      |
| 6     | 6    | Griechenland | Anneta Kyridou  | 7:40,81    | Finale B      |

### Halbfinale A/B 2
| Platz | Bahn | Nation             | Athletinnen       | Zeit (min) | Qualifikation |
| ----- | ---- | ------------------ | ----------------- | ---------- | ------------- |
| 1     | 4    | Neuseeland         | Emma Twigg        | 7:20,70    | Finale A      |
| 2     | 6    | Großbritannien     | Victoria Thornley | 7:25,12    | Finale A      |
| 3     | 3    | Österreich         | Magdalena Lobnig  | 7:25,59    | Finale A      |
| 4     | 2    | Vereinigte Staaten | Kara Kohler       | 7:26,10    | Finale B      |
| 5     | 5    | Kanada             | Carling Zeeman    | 7:38,28    | Finale B      |
| 6     | 1    | Iran               | Nazanin Malaei    | 7:45,52    | Finale B      |

### Halbfinale C/D 1
| Platz | Bahn | Nation              | Athletinnen     | Zeit (min) | Qualifikation |
| ----- | ---- | ------------------- | --------------- | ---------- | ------------- |
| 1     | 4    | Schweden            | Lovisa Claesson | 7:35,91    | Finale C      |
| 2     | 3    | Serbien             | Jovana Arsić    | 7:39,26    | Finale C      |
| 3     | 5    | Namibia             | Maike Diekmann  | 7:40,77    | Finale C      |
| 4     | 2    | Trinidad und Tobago | Felice Chow     | 7:45,14    | Finale D      |
| 5     | 1    | Puerto Rico         | Verónica Toro   | 7:53,36    | Finale D      |
| 6     | 6    | Hongkong            | Winnie Hung     | 7:56,30    | Finale D      |

### Halbfinale C/D 2
| Platz | Bahn | Nation            | Athletinnen          | Zeit (min) | Qualifikation |
| ----- | ---- | ----------------- | -------------------- | ---------- | ------------- |
| 1     | 4    | Mexiko            | Kenia Lechuga        | 7:33,72    | Finale C      |
| 2     | 3    | Belarus           | Tazzjana Klimowitsch | 7:33,78    | Finale C      |
| 3     | 5    | Kuba              | Milena Venegas       | 7:41,18    | Finale C      |
| 4     | 2    | Paraguay          | Alejandra Alonso     | 7:43,33    | Finale D      |
| 5     | 6    | Chinesisch Taipeh | Huang Yi-ting        | 7:56,00    | Finale D      |
| 6     | 1    | Südkorea          | Jung Hye-jung        | 8:06,32    | Finale D      |

### Halbfinale E/F 1
Sonntag, 25. Juli 2021
| Platz | Bahn | Nation  | Athletinnen    | Zeit (min) | Qualifikation |
| ----- | ---- | ------- | -------------- | ---------- | ------------- |
| 1     | 3    | Katar   | Tala Abujbara  | 08:24,24   | Finale E      |
| 2     | 2    | Uganda  | Kathleen Noble | 08:31,67   | Finale E      |
| 3     | 1    | Nigeria | Esther Toko    | 09:07,70   | Finale E      |
| 4     | 4    | Sudan   | Esraa Khogali  | 10:23,52   | Finale F      |

### Halbfinale E/F 2
| Platz | Bahn | Nation    | Athletinnen               | Zeit (min) | Qualifikation |
| ----- | ---- | --------- | ------------------------- | ---------- | ------------- |
| 1     | 2    | Nicaragua | Evidelia Gonzalez Jarquin | 8:36,99    | Finale E      |
| 2     | 4    | Marokko   | Sarah Fraincart           | 8:43,90    | Finale E      |
| 3     | 3    | Singapur  | Poh Joan                  | 8:47,77    | Finale E      |
| 4     | 1    | Togo      | Claire Akossiwa Ayivon    | 9:15,29    | Finale F      |

## Finale

### A-Finale
Freitag, 30. Juli 2021, 2:33 Uhr MESZ

Anmerkung: zur Ermittlung der Plätze 1 bis 6
| Platz | Bahn | Nation         | Athletinnen       | Zeit (min) |
| ----- | ---- | -------------- | ----------------- | ---------- |
| 1     | 4    | Neuseeland     | Emma Twigg        | 7:13,97    |
| 2     | 3    | ROC            | Hanna Prakatsen   | 7:17,39    |
| 3     | 6    | Österreich     | Magdalena Lobnig  | 7:19,72    |
| 4     | 5    | Großbritannien | Victoria Thornley | 7:20,39    |
| 5     | 2    | Schweiz        | Jeannine Gmelin   | 7:20,91    |
| 6     | 1    | China          | Jiang Yan         | 7:21,33    |

### B-Finale
Freitag, 30. Juli 2021, 2:05 Uhr MESZ

Anmerkung: zur Ermittlung der Plätze 7 bis 12
| Platz | Bahn | Nation             | Athletinnen    | Zeit (min) |
| ----- | ---- | ------------------ | -------------- | ---------- |
| 7     | 3    | Niederlande        | Sophie Souwer  | 7:25,96    |
| 8     | 2    | Kanada             | Carling Zeeman | 7:29,59    |
| 9     | 4    | Vereinigte Staaten | Kara Kohler    | 7:29,72    |
| 10    | 6    | Griechenland       | Anneta Kyridou | 7:36,79    |
| 11    | 1    | Iran               | Nazanin Malaei | 7:42,57    |
| 12    | 5    | Irland             | Sanita Pušpure | DNS        |

### C-Finale
Freitag, 30. Juli 2021, 1:45 Uhr MESZ

Anmerkung: zur Ermittlung der Plätze 13 bis 18
| Platz | Bahn | Nation   | Athletinnen          | Zeit (min) |
| ----- | ---- | -------- | -------------------- | ---------- |
| 13    | 5    | Belarus  | Tazzjana Klimowitsch | 7:39,53    |
| 14    | 4    | Schweden | Lovisa Claesson      | 7:41,07    |
| 15    | 2    | Serbien  | Jovana Arsić         | 7:43,30    |
| 16    | 3    | Mexiko   | Kenia Lechuga        | 7:43,55    |
| 17    | 1    | Kuba     | Milena Venegas       | 7:47,40    |
| 18    | 6    | Namibia  | Maike Diekmann       | 7:52,17    |

### D-Finale
Freitag, 30. Juli 2021, 1:25 Uhr MESZ

Anmerkung: zur Ermittlung der Plätze 19 bis 24
| Platz | Bahn | Nation              | Athletinnen      | Zeit (min) |
| ----- | ---- | ------------------- | ---------------- | ---------- |
| 19    | 3    | Trinidad und Tobago | Felice Chow      | 7:48,06    |
| 20    | 5    | Chinesisch Taipeh   | Huang Yi-ting    | 7:52,18    |
| 21    | 4    | Paraguay            | Alejandra Alonso | 7:55,63    |
| 22    | 2    | Puerto Rico         | Verónica Toro    | 7:57,22    |
| 23    | 1    | Hongkong            | Winnie Hung      | 8:02,79    |
| 24    | 6    | Südkorea            | Jung Hye-jung    | 8:06,13    |

### E-Finale
Freitag, 30. Juli 2021, 1:15 Uhr MESZ

Anmerkung: zur Ermittlung der Plätze 25 bis 30
| Platz | Bahn | Nation    | Athletinnen               | Zeit (min) |
| ----- | ---- | --------- | ------------------------- | ---------- |
| 25    | 4    | Katar     | Tala Abujbara             | 8:00,22    |
| 26    | 5    | Uganda    | Kathleen Noble            | 8:07,00    |
| 27    | 3    | Nicaragua | Evidelia Gonzalez Jarquin | 8:10,87    |
| 28    | 6    | Singapur  | Poh Joan                  | 8:21,23    |
| 29    | 2    | Marokko   | Sarah Fraincart           | 8:25,38    |
| 30    | 1    | Nigeria   | Esther Toko               | 8:42,78    |

### F-Finale
Freitag, 30. Juli 2021, 0:55 Uhr MESZ

Anmerkung: zur Ermittlung der Plätze 31 bis 32
| Platz | Bahn | Nation | Athletinnen            | Zeit (min) |
| ----- | ---- | ------ | ---------------------- | ---------- |
| 31    | 2    | Togo   | Claire Akossiwa Ayivon | 08:44,42   |
| 32    | 1    | Sudan  | Esraa Khogali          | 10:05,32   |